# Feliciano Rivilla
Feliciano Muñoz Rivilla (21. srpen 1936, Ávila - 6. listopadu 2017, Madrid) byl španělský fotbalista. Hrával na pozici obránce.
Se španělskou fotbalovou reprezentací vyhrál mistrovství Evropy roku 1964. Na tomto turnaji se dostal i do all-stars týmu. Zúčastnil se světového šampionátu roku 1962 a 1966. Celkem za národní tým odehrál 26 utkání.
S Atléticem Madrid vyhrál v sezóně 1961/62 Pohár vítězů pohárů. Jednou s ním získal titul španělského mistra (1965–66) a třikrát španělský pohár (1959–60, 1960–61, 1964–65).